# Gare de Solliès-Pont
Gare de Solliès-Pont – stacja kolejowa w Solliès-Pont, w departamencie Var, w regionie Prowansja-Alpy-Lazurowe Wybrzeże, we Francji.
Jest stacją Société nationale des chemins de fer français (SNCF), obsługiwaną przez pociągi TER Provence-Alpes-Côte d’Azur.